# 宇品線
宇品線（日语：／ Ujina sen */?）曾經是一條連結日本廣島縣廣島市的廣島站南下至宇品站，屬於日本國有鐵道（國鐵）的鐵路線。現在已經廢除。

## 路線資料
- 路線距離（營業距離）：廣島站－宇品站間 5.9公里
- 軌距：1067毫米
- 站數：7個（包括起終點站。截至1966年停止旅客營業為準）
- 複線路段：沒有（全線單線，可交會車站只有下大河站）
- 電氣化路段：沒有（全線非電氣化（日语：非電化））

## 車站列表
- 所有車站都位於廣島縣廣島市。
- *的車站是在停止一般旅客營業時（1966年）營業的車站。

| 中文站名         | 日文站名 | 英文站名 | 站間距離 | 營業距離 | 接續路線、備註                                |
| ---------------- | -------- | -------- | -------- | -------- | --------------------------------------------- |
| 廣島*            |          |          | -        | 0.0      | 日本國有鐵道：山陽本線、藝備線 廣島電鐵：本線 |
| 安藝愛宕         |          |          | 0.4      | 0.4      |                                               |
| 大須口*          |          |          | 0.8      | 1.2      | 1966年降格為大須口信號場                      |
| 東段原           |          |          | 0.2      | 1.4      |                                               |
| 南段原*          |          |          | 0.4      | 1.8      |                                               |
| 比治山           |          |          | 0.6      | 2.4      |                                               |
| 上大河*          |          |          | 0.6      | 2.4      | 設於比治山站原址                              |
| 上大河（舊）     |          |          | 0.3      | 2.7      |                                               |
| 比治山簡易停車場 |          | /        | 0.2      | 2.9      |                                               |
| 下大河*          |          |          | 0.4      | 3.3      |                                               |
| 大河地藏停留場   |          | /        | 0.0      | 3.3      | 設該站新設於下大河站的位置13公尺以南後廢除    |
| 丹那*            |          |          | 0.5      | 3.8      |                                               |
| 丹那簡易停車場   |          | /        | 0.2      | 4.0      |                                               |
| 下丹那           |          |          | 0.7      | 4.7      |                                               |
| 宇品*            |          |          | 1.2      | 5.9      |                                               |

## 延伸閱讀

### 書籍
- 長船友則 『宇品線92年の軌跡』（RM LIBRARY 155） ネコ・パブリッシング、2012年　ISBN 9784777053285 - 駅・路線の歴史のほか、国鉄時代の各駅の駅舎・ホームや入線する列車などの写真が掲載されている。関連リンク： （页面存档备份，存于）
- 宮脇俊三（編） 『鉄道廃線跡を歩く』 (II)  日本交通公社出版事業局、1996年　ISBN 4533025331
白川淳「宇品線」（pp.122 - 123）で1990年代半ばの廃線跡・駅址の状況が写真入りで記述。

### 新聞記事
- 「宇品線92年の軌跡」 (1) 〜 (8) 『中国新聞』1986年8月26日〜30日付、9月2日付、9月4日〜5日付「広島総合版」掲載。